# ادمیرال ماکاروف (یخ‌شکن)
ادمیرال ماکاروف (یخ‌شکن) (به انگلیسی: Admiral Makarov (icebreaker)) یک کشتی است که طول آن  و ارتفاع آن ۴۵٫۶۰ متر (۱۴۹٫۶ فوت) می‌باشد. این کشتی در سال ۱۹۷۵ ساخته شد.